# De Brekers
De Brekers was een Nederlandse hoorspel- en televisieserie in de jaren tachtig. In de tv-serie speelden in de hoofdrollen John Kraaijkamp sr., Adèle Bloemendaal, Rijk de Gooyer en Sacco van der Made. In het hoorspel werd de rol van Rijk de Gooyer vertolkt door Piet Römer en ging het om vader en zoon, in plaats van broers.
De scenario's werden geschreven door Peter Römer. De tv-serie werd van 4 oktober 1985 tot 4 juli 1988 uitgezonden door de AVRO en liep over twee seizoenen, waarvan het tweede enkele jaren na het eerste kwam.

## Inhoud
Peek (de Gooyer), Trees (Bloemendaal), Fokke (Kraaijkamp sr.), de oudere broer van Peek, en Harry (Sacco van der Made), de broer van Trees, delen een huishouden, met alle verwikkelingen die tussen echtgenoten, broers en zwagers kunnen voorkomen. Trees werkt in een viskraam op de markt, en Peek begint in de eerste aflevering een fietsenstalling in een van zijn vriend Huib gehuurde kelder. Om de stalling vol te krijgen laat Huib alle fietsen uit de buurt stelen, zodat alle buurbewoners een nieuwe moeten kopen die ze graag willen stallen.
Andere acteurs die regelmatig in De Brekers een rol hadden waren Ben Hulsman als Huib en Ab Abspoel als kastelein Toon.
Aan het begin van het tweede seizoen veranderde Trees van baan. Omdat ze genoeg heeft van het werk in de viskraam neemt ze een baan aan in het stamcafé van Peek. Natuurlijk is Peek het er niet mee eens wat er toe leidt dat Peek hier alleen mee instemt wanneer de stalling niet genoeg geld meer opbrengt om voor het gezin te zorgen. Peek treft een deal met Huib om een gokkast te plaatsen in de stalling, met broer Fokke en zwager Harry als voornaamste klant. Trees komt hierachter, slaat woest de gokkast kapot nadat Fokke verklaart dat hij al zijn geld heeft vergokt, inclusief het geld dat hij kreeg nadat hij Trees haar gouden oorbellen verkocht te hebben. Nadat Trees haar man zijn plan met de gokkast heeft verijdeld (de kast betaalt nooit uit en Peek en Huib verdelen de buit) vertrekt ze om aan haar nieuwe baan te beginnen.
- Aflevering 1, seizoen 2 'de eenarmige bandiet'
In tegenstelling tot vele andere series rond die tijd, was er sprake van continuïteit in de serie. Gebeurtenissen in de ene aflevering droegen over naar de andere. Enkele voorbeelden zijn de introductie van het buurthuis, de gevolgen van voedselvergiftiging bij Harry en eerder genoemde verandering van baan door Trees.
De Brekers was een van de eerste televisieseries met een actieve fanclub, "Fanclub Fokke". Na jarenlange inspanningen van deze fanclub is het uiteindelijk gelukt dat in 2006 het eerste seizoen van De Brekers op een dubbeldvd werd uitgebracht. Op 8 januari 2008 is seizoen 2 uitgebracht (4dvd box) door DutchFilmWorks i.s.m. House of Knowledge.

## Afleveringen

### Seizoen 1 (1985)
| Aflevering (seizoen) | Aflevering (serie) | Titel                     | Uitzenddatum     |
| -------------------- | ------------------ | ------------------------- | ---------------- |
| 1                    | 1                  | Een stalling om te stelen | 4 oktober 1985   |
| 2                    | 2                  | Koffers pakken            | 11 oktober 1985  |
| 3                    | 3                  | Kamertje verhuren         | 18 oktober 1985  |
| 4                    | 4                  | Breken en bouwen          | 25 oktober 1985  |
| 5                    | 5                  | Inbraak                   | 1 november 1985  |
| 6                    | 6                  | Sterallures               | 8 november 1985  |
| 7                    | 7                  | De breuk                  | 15 november 1985 |

### Seizoen 2 (1988)
| Aflevering (seizoen) | Aflevering (serie) | Titel                 | Uitzenddatum  |
| -------------------- | ------------------ | --------------------- | ------------- |
| 1                    | 8                  | De eenarmige bandiet  | 11 april 1988 |
| 2                    | 9                  | In de boot            | 18 april 1988 |
| 3                    | 10                 | De vriend van Trees   | 25 april 1988 |
| 4                    | 11                 | Vissen                | 2 mei 1988    |
| 5                    | 12                 | Stille nacht          | 9 mei 1988    |
| 6                    | 13                 | Verliefd en verloren  | 16 mei 1988   |
| 7                    | 14                 | Ik zie ik zie         | 23 mei 1988   |
| 8                    | 15                 | Iedereen in Joop      | 30 mei 1988   |
| 9                    | 16                 | Kiespijn              | 6 juni 1988   |
| 10                   | 17                 | Autopech              | 13 juni 1988  |
| 11                   | 18                 | Een blik in de keuken | 20 juni 1988  |
| 12                   | 19                 | Op herhaling          | 27 juni 1988  |
| 13                   | 20                 | Het zwarte gat        | 4 juli 1988   |

## Karakters
Peek (Rijk de Gooyer). Peek is een selfmade man en hopeloos verliefd op Trees. Probeert altijd ergens een slaatje uit te slaan. Gaat vaak in zee met Huib om snel rijk te worden, maar de plannen mislukken of worden gedwarsboomd door Trees. Peek haalt zijn oudere broer Fokke vaak uit de penarie, maar met tegenzin. Heeft meer dan eens een schuld staan bij kastelein Toon, mede dankzij Fokke. Minacht en kleineert zijn zwager Harry die bij hem inwoont. Peek kwam als inbreker in het verleden in aanraking met de autoriteiten en werd opgepakt. Via de onderwereld heeft hij Huib vermoedelijk leren kennen. Dat deel van zijn leven heeft hij achter zich gelaten nadat hij in de gevangenis was beland, en hij herinnert er zich weinig van. Sterker nog: pas in de laatste aflevering herinnert hij zich weer waar hij ook alweer de buit van zijn grootste kraak had verborgen.
Trees (Adèle Bloemendaal). Trees is het verstand van de familie en de vrouw van Peek. Ze heeft een grenzeloos vertrouwen in haar man, behalve als het om zijn keus van vrienden gaat. Ze leeft erg mee met haar zwartgallige broer Harry, maar wordt wel moe van zijn constante gezeur. Ze werkte op de viskraam, maar verruilde die baan voor het werk in het stamcafé van Peek (tegen Peeks zin). Ze veracht Huib, die zij niet vertrouwt. Met Fokke kan zij maar moeilijk door een deur, zij ziet hem dan ook als een profiteur van Peek zijn goede kant. Trees gaat zelfs zover dat zij al het etenswaar verstopt zodat Fokke niet de boel opeet mocht er niemand anders thuis zijn.
Fokke (John Kraaijkamp sr.). Fokke is lui, werkschuw en vraatzuchtig. Hij teert op de zak van Peek en prikt ook regelmatig een vorkje mee, waar Trees niet al te blij mee is. Hij lijkt allergisch te zijn voor Harry: zijn neus 'slaat dicht' zodra die 'hangjas' in de buurt is. Vreemd genoeg klopt dit ook in de meeste situaties. Trees noemt hij (met opzet?) Toos, waar zowel Trees als Harry niet zo vrolijk van worden. Hij is de oudere broer van Peek en vertelt graag grootse verhalen, ook over vroeger (wanneer hij weer over 'moeder' begint). Fokke woont op zichzelf, maar zijn huis is nog nooit vertoond in de serie. Het liefst zou hij bij Peek en Trees willen inwonen, ware het niet dat Harry er nog woont. Mede daardoor is er sprake van een rivaliteit tussen Fokke en Harry. Gezien het feit dat Harry zo zwaarmoedig is, spoort Fokke Harry nog weleens aan om er maar snel een einde aan te maken. Zowel Trees als Peek zien Fokke liever niet inwonen, aangezien ze al genoeg te stellen hebben met:
Harry (Sacco van der Made). Harry is een zwartgallig personage, die inwoont bij Peek en Trees. Hij wordt regelmatig gekleineerd door Peek, Fokke en Huib. Net als Fokke is hij werkloos, maar hij doet wel actief aan vrijwilligerswerk (o.a. het buurthuis). Zo nu en dan weet hij de plannen van Peek, Fokke en Huib te dwarsbomen, maar trekt zelf regelmatig aan het kortste eind. Hij ondernam meerdere, jammerlijk mislukte, zelfmoordpogingen. Tegen het einde van seizoen 2 kreeg hij weer zin in het leven, kort na zijn bijna fataal afgelopen voedselvergiftiging.
Huib (Ben Hulsman). Huib is een louche figuur in het buurtje waar Peek en de rest wonen. Altijd bezig met een klusje of een zaakje, welke veelal niet genoemd worden. Wat vast staat is dat Huib verantwoordelijk was voor de gestolen fietsen in de buurt, mede waardoor de stalling van Peek uiteindelijk zo goed ging lopen. Samen met Peek brouwt Huib plannetjes om snel rijk te worden, waarbij Fokke (met tegenzin van Huib en Peek) op sleeptouw genomen wordt. Trees vindt Huib maar niets, iets waar Huib zich van bewust is.
Toon (Ab Abspoel). Toon (Haagse Toon in het hoorspel) is de uitbater van het stamcafé van Peek, Fokke en Huib. Een nors figuur wiens hart alleen warmt voor Trees. Hij vraagt Trees uiteindelijk om voor hem te komen werken, wanneer zij aangeeft genoeg te hebben van het werk in de viskraam. Peek heeft regelmatig hoog oplopende rekeningen staan bij Toon, wat ontaardt in hoog oplopende onenigheden. Fokke schenkt hij ook liever niet, aangezien die nooit geld heeft. Met Huib is hij wat blijer, want hoewel hij het niet eens is met de zaken die Huib doet, betaalt deze tenminste wel zijn rekeningen.

## Gastrollen
| Personage            | Acteur/actrice        |
| -------------------- | --------------------- |
| Lucie                | Nelleke Burg          |
| Fritsie              | Piet Bambergen        |
| PJ Kok               | Carol van Herwijnen   |
| Voorzitter buurthuis | Jaap Stobbe           |
| Meneer Putje         | Wim Kouwenhoven       |
| Broeder Joop         | Tom van Beek          |
| Truusje              | Lies de Wind          |
| Tandarts             | Hein Boele            |
| Politieman           | Johnny Kraaijkamp jr. |
| Vieze Marie          | Sylvia de Leur        |

## Trivia
- Alle afleveringen van seizoen 2 tonen het produktiejaar 1986 op de aftiteling, maar zijn pas in 1988 uitgezonden. Deze afleveringen hebben dus ongeveer twee jaar op de plank gelegen. De AVRO heeft van verdere uitzending afgezien omdat De Brekers 'te volks' zou zijn en daarom niet bij de omroep zou passen.
- In 1993, tijdens een Fanclub Fokke bijeenkomst in Hoorn, verklaarde Kraaijkamp dat er nog een seizoen op de plank lag. Het is onduidelijk of hij hier sprak over een opgenomen derde seizoen, enkel een geschreven script of het tweede seizoen dat zo lang op haar uitzending heeft moeten wachten.
- In de eerste 6 afleveringen van seizoen 1 heeft Toon een barmeisje in dienst genaamd Rietje. Zij werd gespeeld door de Nederlandse voormalige Playmate Lilian van Everdingen, maar haar naam verscheen nooit op de titelrol.
- Huibs appartement is één keer te zien geweest. In seizoen 2 kwam dit niet meer voor.
- Van De Brekers is ook een boek verschenen dat evenals de televisieserie geschreven is door Peter Römer. De verhalen in het boek zijn niet identiek aan die in de televisieserie.
- Adele Bloemendaal moest in deze serie constant met een hoge krasstem praten.
- John Kraaijkamp sr. droeg een grijze pruik voor zijn rol als Fokke.
- De tekst van de leader, alleen gebruikt tijdens het eerste seizoen, werd geschreven door Ivo de Wijs. De muziek was van Joop Stokkermans.